# Rue Saint-Antoine (Montréal)
La rue Saint-Antoine (anciennement rue Craig) à Montréal est une artère de Montréal.

## Situation et accès

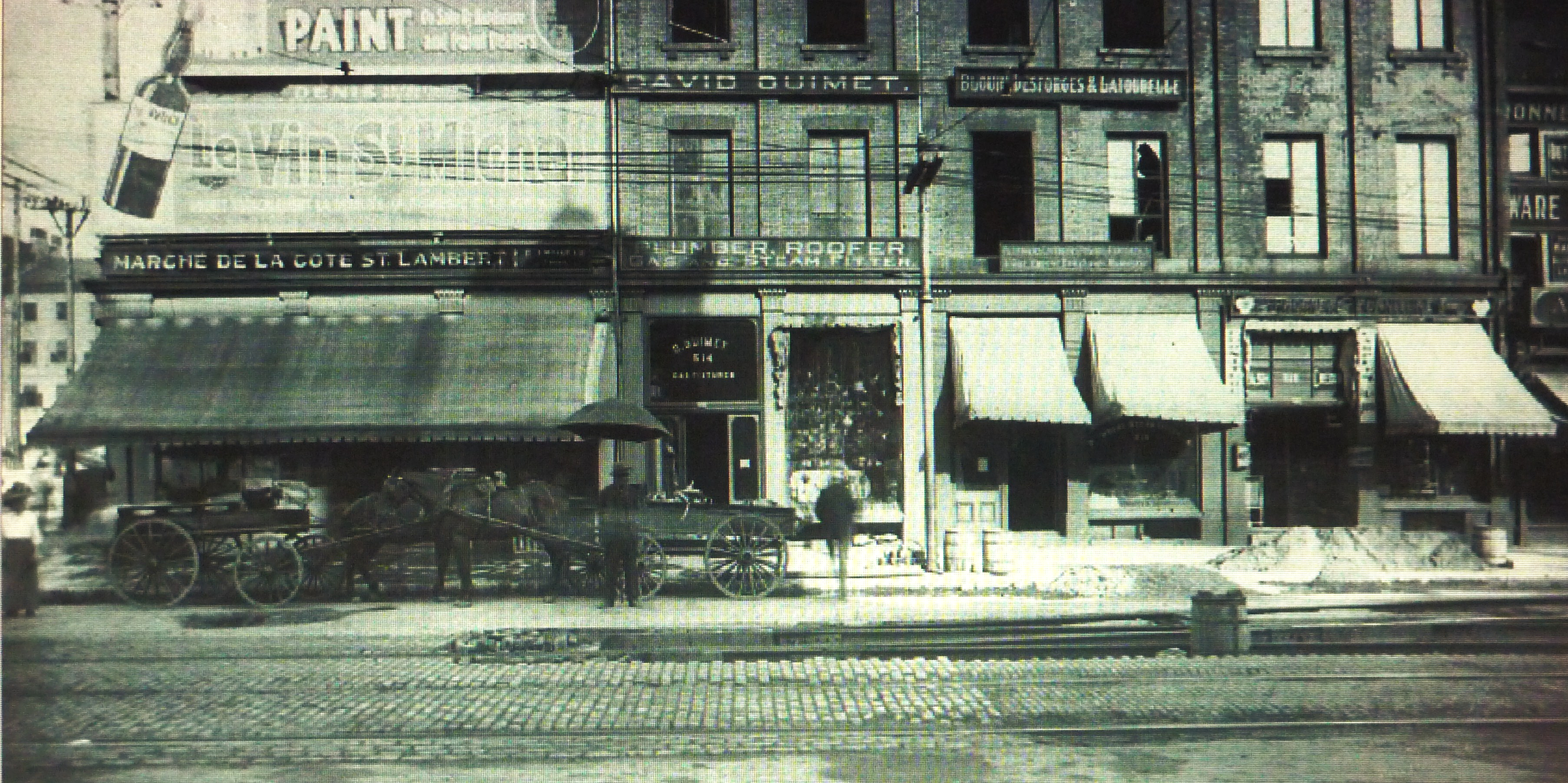
La rue Craig, coin boulevard Saint-Laurent, 1905

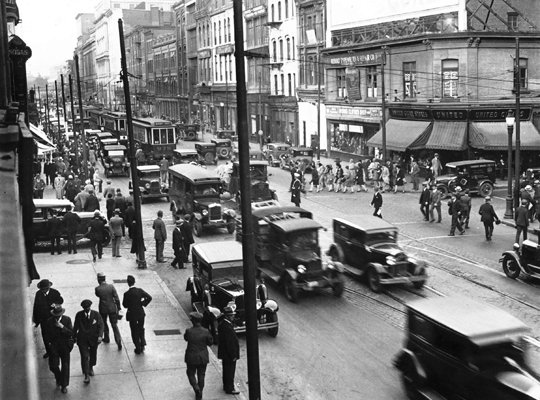
La rue en 1929

D'orientation est-ouest, cette rue située au nord du Vieux-Montréal est à sens unique. Sa direction change à l'intersection du boulevard Robert-Bourassa. Elle se rend vers l'est jusqu'à l'aboutissement de l'autoroute Ville-Marie à la rue Notre-Dame. Vers l'ouest, elle va jusqu'à son aboutissement à la rue Saint-Jacques dans le quartier Saint-Henri.
Elle traverse le Quartier international de Montréal et elle borde le Palais des congrès de Montréal.

## Historique
Depuis 1799, la rue que l'on nomme « rue des Menuisiers » trace les limites extérieures des terrains réservés aux fortifications entre les rues Saint-Laurent et de Bleury. 
À la suite du démantèlement des fortifications (1804-1810), cette voie est incorporée dans une artère de 80 pieds de large (26 mètres) que les commissaires ont aménagé entre la nouvelle place des Commissaires (futur square Victoria) et l'extrémité est du Champ-de-Mars. Elle passe au-dessus d'une ancienne rivière canalisée après la démolition des fortifications de Montréal.
De 1817 jusqu'au mois d'août 1976, cette voie est connue sous le nom de « rue Craig » rappelant la mémoire de Sir James Henry Craig, gouverneur général de l'Amérique du Nord britannique et lieutenant-gouverneur du Bas-Canada de 1807 à 1811. 
La « rue Craig » devient la « rue Saint-Antoine » le 1er septembre 1976 dans le cadre d'un mouvement de francisation des noms de rues à Montréal.

## Galerie

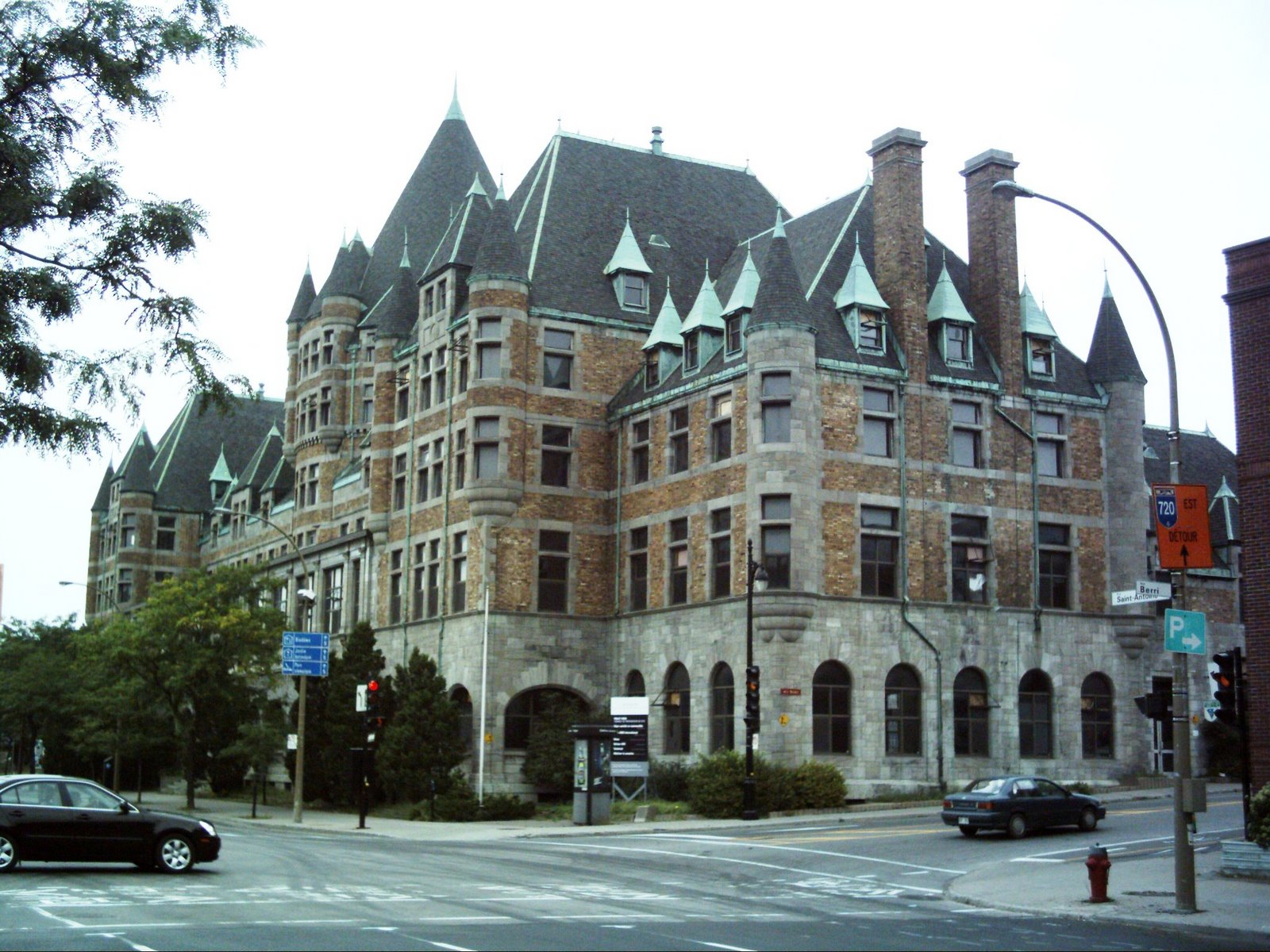
Gare Viger 700 rue Saint-Antoine Est
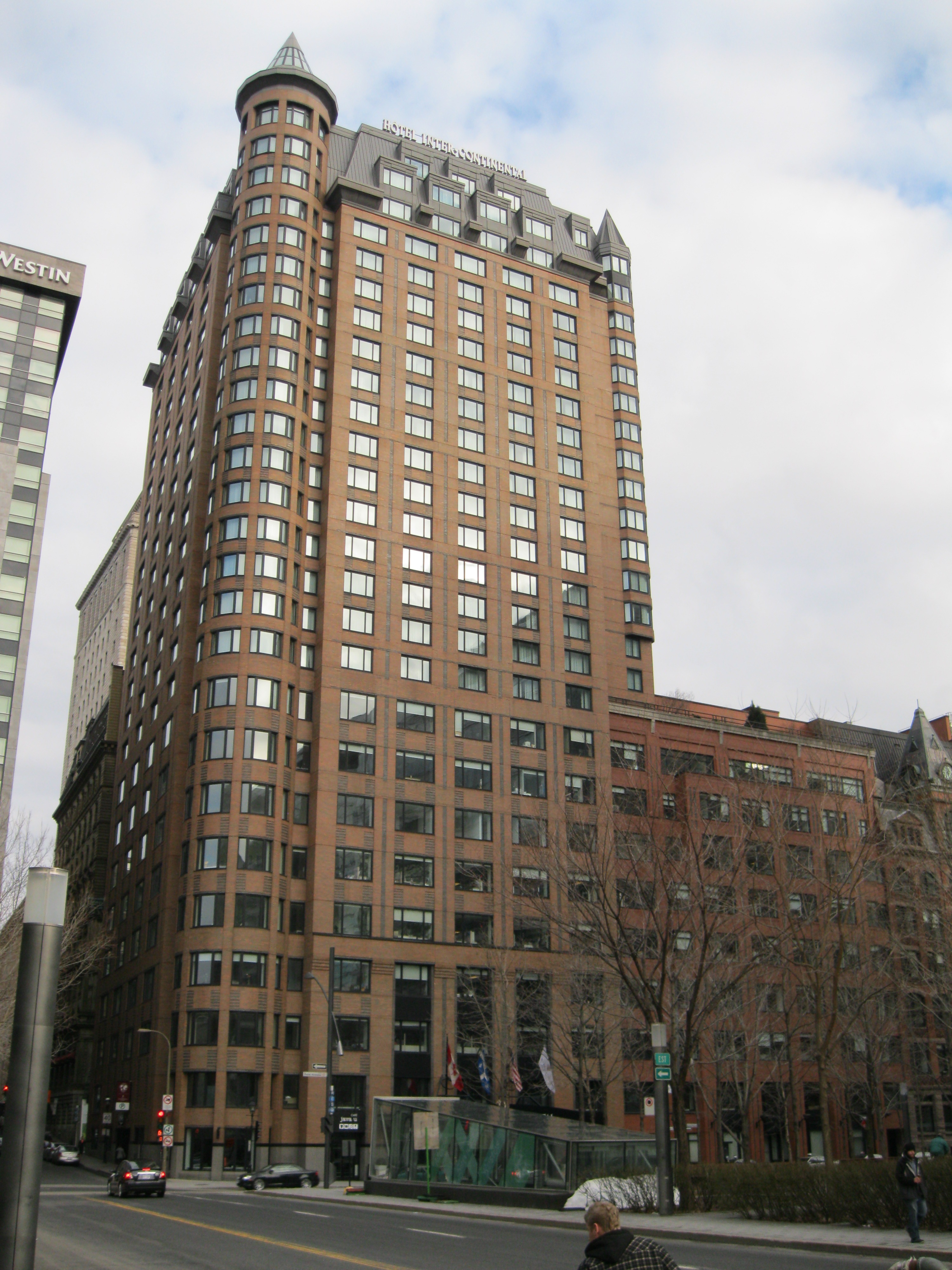
InterContinental 360 Ouest
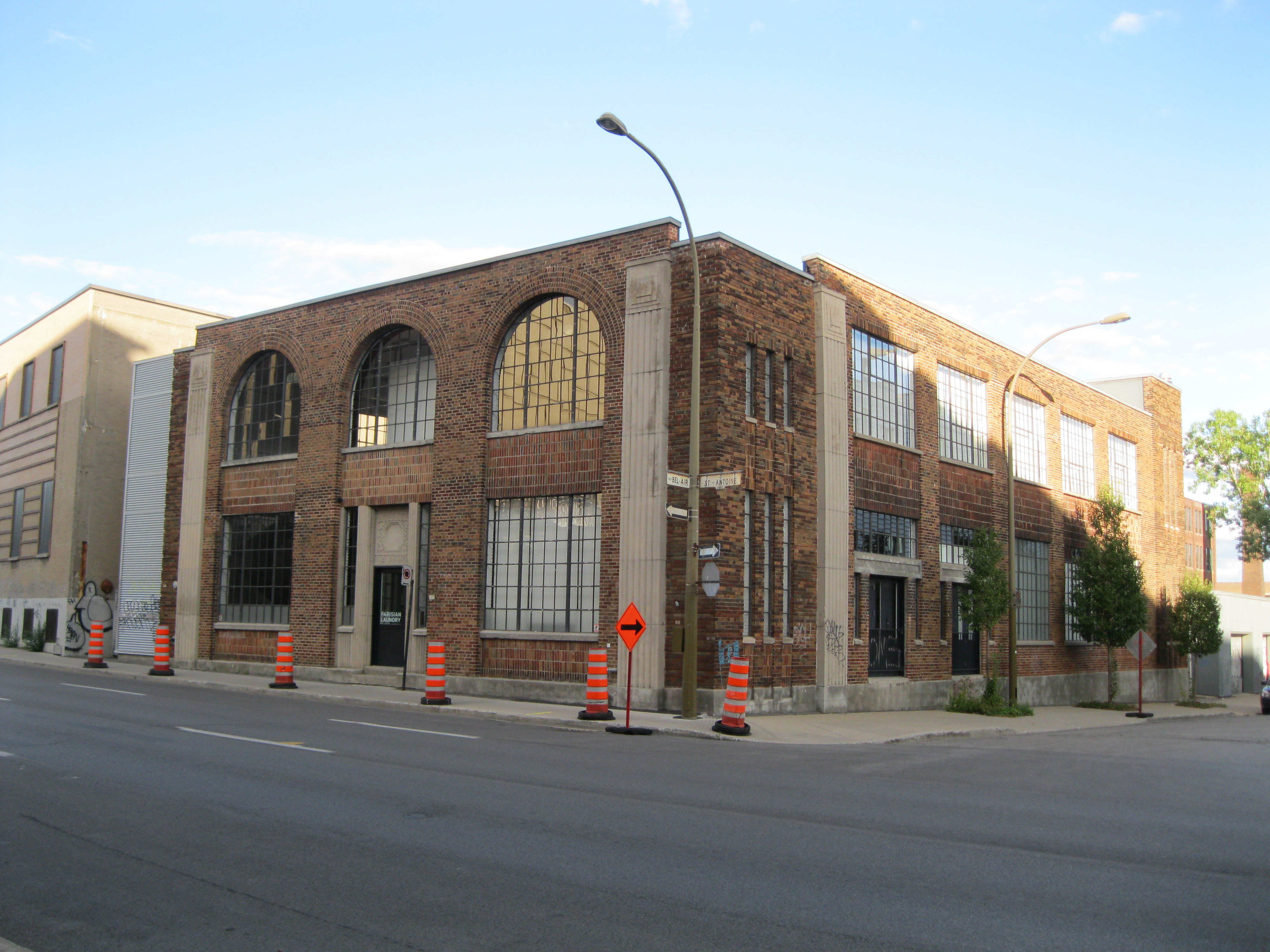
Parisian Laundry 3550 Ouest

## Lachine

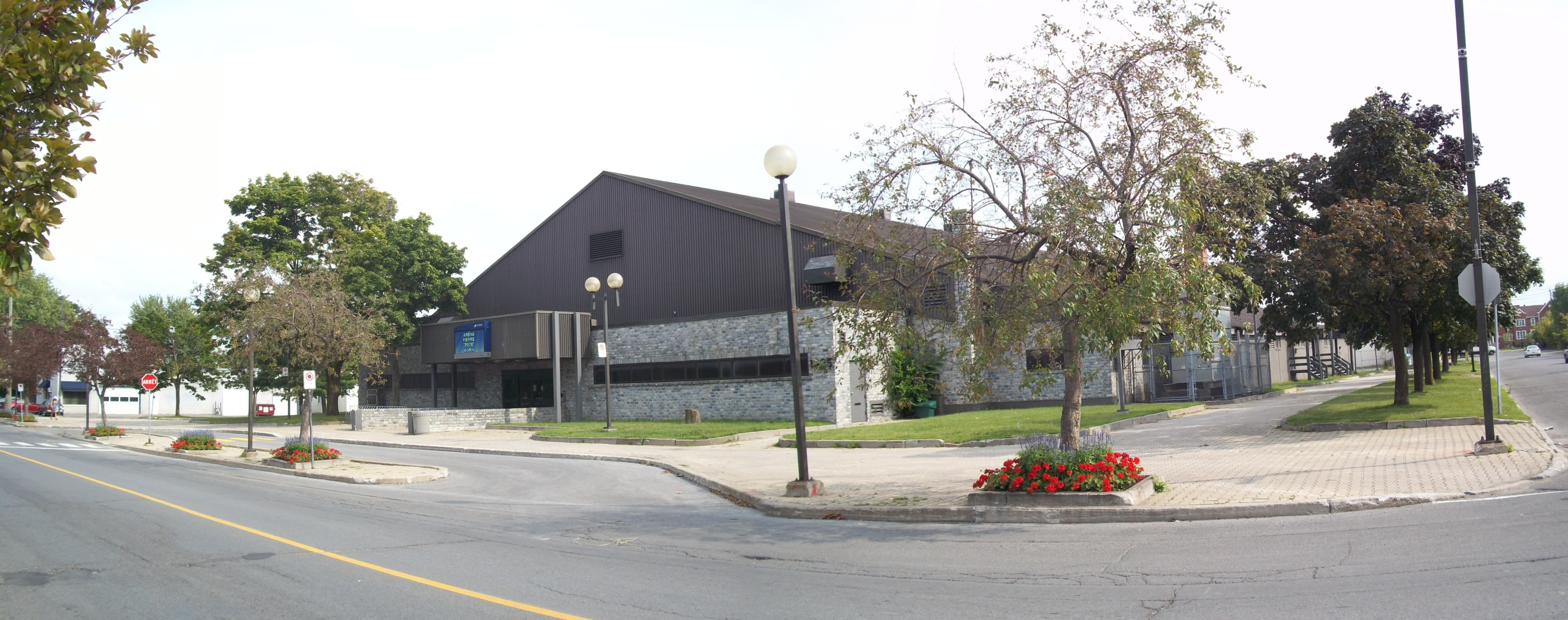
Aréna Pete Morin, rue Saint-Antoine

Il existe également une rue Saint-Antoine à Lachine. 45° 26′ 24″ N, 73° 40′ 53″ O

## Source
- Site web du Vieux-Montréal